# Мрамор (Перницька область)
Мра́мор (болг. Мрамор) — село в Перницькій області Болгарії. Входить до складу общини Трин.

## Населення
За даними перепису населення 2011 року у селі проживали 34 особи, усі — болгари.
Розподіл населення за віком у 2011 році:
Динаміка населення: